# Cyanocorax
Cyanocorax es un género de aves paseriformes perteneciente a la familia Corvidae que agrupa a especies nativas del Neotrópico que se distribuyen desde el sur de Texas a través de México, América Central y del Sur hasta el centro de Argentina.  A sus miembros se les conoce por el nombre popular de charas o urracas.

## Características
Las urracas del género Cyanocorax son pájaros grandes, encontrados ampliamente en tierras bajas (C. yncas es el único realmente montano) con cuerpos más pesados que las del género Cyanolyca. La mayoría presenta al menos una corta cresta frontal felpuda (que alcanza un extremo en C. cristatellus). Pueden ser divididos en dos grupos: el primero, mayores, de iris oscura y generalmente de colorido más uniforme; el segundo de iris pálida, de patrón más definido (usualmente blancos por abajo y en la punta de la cola). Dos especies, C. cristatellus y C. heilprini parecen hacer el puente entre los dos grupos. Todos son pájaros atrevidos, vocales y, a menudo, inquisitivos, que buscan alimento en grupos de seis a ocho individuos.

## Especies
Según la clasificación Clements Checklist v2015, este género agrupa a las siguientes dieciséis especies:
- Cyanocorax affinis Pelzeln, 1856 - chara pechinegra;
- Cyanocorax beecheii (Vigors, 1829) - chara de Beechey;
- Cyanocorax caeruleus (Vieillot, 1818) - chara cerúlea;
- Cyanocorax cayanus (Linnaeus, 1766) - chara de Cayena;
- Cyanocorax chrysops (Vieillot, 1818) - chara moñuda;
- Cyanocorax cristatellus (Temminck, 1823)  - chara crestada;
- Cyanocorax cyanomelas (Vieillot, 1818) - chara morada;
- Cyanocorax cyanopogon (Wied-Neuwied, 1821) - chara nuquiblanca;
- Cyanocorax dickeyi Moore, RT, 1935 - chara pinta;
- Cyanocorax heilprini Gentry, 1885 - chara nuquiazul;
  - Cyanocorax (heilprini) hafferi Cohn-Haft, Santos Junior, Fernandes, AM & Ribas, 2013 - chara de la campina;[6][7]
- Cyanocorax melanocyaneus (Hartlaub, 1844) - chara centroamericana;
- Cyanocorax mystacalis (Sparre, 1835) - chara coliblanca;
- Cyanocorax sanblasianus (Lafresnaye, 1842) - chara de San Blas;
- Cyanocorax violaceus Du Bus de Gisignies, 1847 - chara violácea;
- Cyanocorax yncas (Boddaert, 1783) - chara verde;
  - Cyanocorax (yncas) luxuosus (Lesson, 1839) - chara verde.[8]
- Cyanocorax yucatanicus (Dubois, 1875) - chara yucateca.

## Taxonomía
Cyanocorax hafferi es una especie recientemente descrita. Sin embargo, la propuesta N.º 635 al South American Classification Committee (SACC) de reconocimiento de la especie fue rechazada, y la misma caracterizada como una variación geográfica de C. heilprini. Es reconocida por el Comité Brasileño de Registros Ornitológicos (CBRO) en la Lista de las aves de Brasil - 2014. Tanto el Congreso Ornitológico Internacional (IOC - Versión 5.4 - 2015) como Clements Checklist v 2015 la consideran como la subespecie C. heilprini hafferi.

La especie Cyanocorax luxuosus no es listada por Clements Checklist v. 2015, que la considera como el grupo politípico Cyanocorax yncas (Grupo luxuosus) y considerada como especie plena por el IOC dependiendo de 
revisión por el American Ornithologists' Union (AOU).